# Semaeopus munda
Semaeopus munda là một loài bướm đêm trong họ Geometridae.